# (301) Bavaria
(301) Bavaria – planetoida z grupy pasa głównego asteroid okrążająca Słońce w ciągu 4 lat i 183 dni w średniej odległości 2,72 j.a. Została odkryta 16 listopada 1890 roku w Obserwatorium Uniwersyteckim w Wiedniu przez Johanna Palisę. Nazwa planetoidy pochodzi od Bawarii, regionu w Niemczech.